# Gustovara
Gustovara (en serbe cyrillique : Густовара) est un village de Bosnie-Herzégovine. Il est situé dans la municipalité de Mrkonjić Grad et dans la république serbe de Bosnie. Selon les premiers résultats du recensement bosnien de 2013, il compte 227 habitants.

## Démographie

### Évolution historique de la population dans la localité
| 1948  | 1953 | 1961 | 1971 | 1981 | 1991 | 2013 |
| ----- | ---- | ---- | ---- | ---- | ---- | ---- |
| 1 964 | -    | 962  | 909  | 726  | 428  | 227  |

|  |